# فرودگاه جوداپور
فرودگاه جوداپور (به انگلیسی: Jodhpur Airport) یک فرودگاه نظامی و همگانی با کد یاتا JDH است که یک باند فرود بتن و آسفالت دارد و طول باند آن ۲۷۴۵ متر است. این فرودگاه در شهر جوداپور کشور هند قرار دارد و در ارتفاع ۲۱۹ متری از سطح دریا واقع شده‌است.